# Neurotic Records
Neurotic Records est un label discographique néerlandais de metal extrême, situé à Tilbourg.

## Histoire
Le label est fondé vers la fin de l'année 2003 à Tilbourg, aux Pays-Bas, par Ruud Lemmen. Ce dernier travaillait auparavant pour l'administration européenne du label américain Unique Leader Records. Au cours des années suivantes, le label ne cesse de monter en puissance, principalement grâce à des contrats avec de groupes notoires, notamment ceux qui étaient auparavant sous contrat avec le label Unique Leader.
Neurotic Records est également impliqué dans le Neurotic Deathfest, un festival annuel de death metal auparavant connu sous le nom de Rotterdam Deathfest. Le nom est changé pour mieux faire référence à l'équipe qui se trouvait en coulisse, responsable de l'organisation, et qui veillait à ce que le festival ne soit pas cantonné à un seul endroit. Le festival disparait en 2015.
Au milieu de l'année 2007, le label signe un partenariat avec le label américain Willowtip Records afin de pouvoir vendre des albums et du merchandising là où Neurotic Records ne pouvait pas le faire auparavant. Les articles du label étaient désormais disponibles en Amérique du Nord, au Canada et au Mexique, mais aussi en grande partie en Europe, en Australie, en Nouvelle-Zélande et dans de nombreux autres pays.

## Groupes et artistes
Les groupes et artistes notables et notoires qui ont signé dans les années 2000 avec Neurotic Records incluent notamment : Arsebreed (2005), Spawn of Possession (2005), Psycroptic (2005), Panzerchrist (2006), Sickening Horror (2006), Ulcerate (2006) Disavowed (2006), Kronos (2007), The New Dominion (2008), et Flesh Made Sin (2009).